# 金田炭坑駅
金田炭坑駅（かなだたんこうえき）は、かつて福岡県田川郡にあった、鉄道省（省鉄）伊田線（貨物支線）の貨物駅（廃駅）である。貨物支線の廃線に伴い、1927年（昭和2年）6月20日に廃駅となった。

## 歴史
- 1897年（明治30年）8月26日：九州鉄道により本線上の金田 - 糒間に金田駅として開業[1]。
- 1907年（明治40年）7月1日：九州鉄道国有化[1]。
- 1908年（明治41年）3月28日：移転[1][2]。枝線終端駅に変更[1][2]。
- 1909年（明治42年）1月1日：金田炭坑駅に改称[1][2]。
- 1927年（昭和2年）6月20日：貨物支線の廃線に伴い廃止[1][2]。

## 隣の駅
鉄道省（省鉄）
伊田線（貨物支線）
金田炭坑信号場 - 金田炭坑駅